# (4951) Iwamoto
(4951) Iwamoto ist ein Asteroid des Hauptgürtels, der am 21. Januar 1990 von den japanischen Astronomen Yoshikane Mizuno und Toshimasa Furuta an der Sternwarte in Kani (IAU-Code 403) in der Präfektur Gifu entdeckt wurde.
Im Mai 2007 entdeckten die beobachtenden Astronomen, dass (4951) Iwamoto einen Mond besitzt. Dieser Satellit mit der Bezeichnung S/2007 (4951) 1 besitzt einen Durchmesser von circa 3,5 km und umläuft Iwamoto in 118 Stunden.
Benannt wurde der Asteroid nach dem japanischen Astronomen Masayuki Iwamoto.